# 綱敷天満宮 (神戸市)
綱敷天満宮（つなしきてんまんぐう）は、兵庫県神戸市須磨区にある神社（天満宮）。旧社格は村社。

## 祭神
- 菅原道真（すがわらのみちざね）

## 由緒
創建は菅原道真が大宰府への左遷の途上で立ち寄りその際に地元の漁師たちが綱で円座を作ったという伝承から、天神信仰の広まりに合わせて979年（天元2年）に祀られたことに始まるとされている。なお、他の綱敷天満宮と同様の伝承が遺されている。

## 現地情報
所在地
- 兵庫県神戸市須磨区天神町2-1-11

交通アクセス
- 最寄駅：JR神戸線須磨駅下車後、徒歩約8分
- 最寄駅：山陽電鉄須磨寺駅下車後、徒歩約3分

周辺
- 須磨　智慧の道
- 須磨寺前商店街
- 須磨寺